# Edna Moda
Edna Moda es un personaje de ficción de la película Los Increíbles y su franquicia. Es una diseñadora de moda de origen eurasiático (parte japonesa, parte alemana y parte italiana en su caso). Ha creado trajes originales por encargo para superhéroes desde los “días de gloria”. Según ella, diseña para los dioses. Es evidente que se siente infinitamente superior al resto de los diseñadores del mundo y demuestra mucha indiferencia hacia las boutiques de moda y las modelos modernas, admitiendo que ha ido a Milán a diseñar la ropa para supermodelos, llamándolas “mimadas, bobas, larguiruchas con labios inflados que sólo piensan en ellas...”
Después de quince años, se le llama del retiro para reparar el supertraje de Mr. Increíble, y terminó por producir una serie de supertrajes totalmente nuevos, a juego para toda la familia. Por seguridad, insiste en no incluir una capa en su nuevo diseño. Debido a su increíble talento con las telas y a su manera de diseñar, se diría que es superdotada. Por ejemplo, la anchura mínima de Elastigirl se indica como 1,2 mm. en la Agencia Nacional de Supers en la edición especial en DVD, su supertraje es a prueba de misiles, resistente a los temperaturas extremas, puede estirarse lo mismo que ella (sin dañarse), conservando su forma, y además, transpirando como algodón egipcio. Es imperiosa, millonaria, tiene mucho talento y dinero, y le aburre hacer trajes para supermodelos. El director Brad Bird ha admitido que pensó en Edna para ser una combinación de inventora/constructora, imitando al Q de James Bond. El personaje, que presentó el mejor Oscar al diseño del traje en los premios de la Academia en 2005, junto a Pierce Brosnan, es interpretado por el mismo Bird (puesto que ninguno otro sabía poner su acento).

## Diseño del personaje
Algunos creen que el personaje de Edna Moda está basado en la diseñadora de moda de la vida real Edith Head. Su nombre es ciertamente un guiño a la palabra en alemán o en francés para "moda". También, su cabello, personalidad, y aspecto europeo pueden aludir a la famosa diseñadora de ropa y fotógrafa Anna Wintour. Su frase recurrente “darling = nene” puede ser una referencia a la actriz Tallulah Bankhead. Sin embargo, el personaje guarda un parecido físico con la actriz Linda Hunt.